# Revozierung
Unter Revozierung (engl. Revocation) versteht man heute in asymmetrischen Kryptosystemen das Zurückziehen eines öffentlichen Schlüssels.
Dieses wird notwendig, wenn ein solcher Schlüssel kompromittiert wurde bzw. der Verdacht besteht, dass der Schlüssel nicht mehr sicher ist. Die Revozierung verhindert den Missbrauch des Schlüssels und u. U. finanziellen Schaden. Die Revozierung beinhaltet das Bekanntmachen der Ungültigkeit des Schlüssels. Der revozierte Schlüssel wird von einer Zertifizierungsstelle in eine Zertifikatsperrliste (CRL) aufgenommen, die zur Gültigkeitsprüfung einsehbar ist.
Wenn man bis zum Ende des deutschen Kaiserreiches aufgrund eines Wortes bzw. einer Äußerung zu einem Duell zwecks Satisfaktion aufgefordert wurde, konnte man diesem durch revozieren entgehen. Revozieren stand hier für die Rücknahme des ausschlaggebenden Wortes bzw. der ausschlaggebenden Äußerung bzw. die Widerrufen dessen.